# Райналд фон Дасел
Райналд фон Дасел (на немски: Rainald von Dassel; * между 1114 и 1120, Свещена Римска империя; † 14 август 1167, Рим, Папска държава) е от 1159 до 1167 г. архиепископ на Кьолн и ерцканцлер на Италия. Той е съветник на император Фридрих I Барбароса.

## Живот
Райналд произлиза от фамилията на графовете на Дасел. Той е вторият син на граф Райнолд I фон Дасел и на Матилда фон Шауенбург. По-големият му брат Лудолф I фон Дасел (1115– сл. 1166) е наследник на графството. Сестра му Гепа е абатиса на „Св. Урсула“ в Кьолн.
Райналд учи в катедралното училище в Хилдесхайм и следва в Париж. Около 1146 г. е субдякон и пробст през 1148 г. в Хилдесхайм.
Той има контакти с кралския двор. През май 1156 г. е номиниран за имперския канцлай на император Фридрих I Барбароса. Райналд става най-близкият съветник на владетеля.
Заедно с Ото фон Вителсбах той подготвя през 1158 г. похода в Италия. Райналд успява да получи подкрепата на множество градове и благородници.
През юни 1159 г. е избран за архиепископ на Кьолн. Императорът го прави ерцканцлер на Италия. Затова той повечето време е на служба при императора и малко в своето архиепископство. Пътува до Англия.
През 1164 г. той получава от Барбароса от благодарност реликвите на Светите три крале, Тримата влъхви, и ги занася в Кьолн. Той подарява манастир „Св. Валбургис“ и болница в Хилдесхайм.

Райналд се връща през октомври 1166 г. от Италия, за да подсигури императорския поход. При Тускулум той, заедно с архиепископ Христиан фон Майнц, побеждава войската на римляните на 29 май 1167 г. унищожително. След това те обсаждат Рим.
Райналд умира малко след това на 14 август 1167 г. от епидемия, вероятно от малария. Той е пренесен в Кьолн, където е погребан по процедурата mortis teutonicae в капелата Мария на катедралата на Кьолн.